# Gewaltmarkt
Der sozialwissenschaftliche Begriff der Gewaltmärkte wurde in den 1990er Jahren vom deutschen Ethnosoziologen Georg Elwert entwickelt und bezeichnet soziale Räume, in denen Gewalt als politische Strategie eingesetzt wird, um marktwirtschaftliche Interessen zu befriedigen. 
Hierbei handelt es sich um gewaltoffene Räume, in denen die Gewalt nicht durch ein Gewaltmonopol oder Normen reguliert wird, wie es in innerstaatlichen Konflikten oder Bürgerkriegen der Fall ist. Elwert bezieht sich beispielhaft auf afrikanische Gesellschaften wie Somalia, Liberia, Angola oder Zaire, wo sich dieses Phänomen bereits beobachten ließ. 
Der Einsatz von Gewalt erfolgt in diesen Konflikten nicht aus emotionalen Gründen oder auf irrationale Weise, sondern wird von Kriegsherren, Unternehmern, Politikern oder religiösen Führern, den sogenannten Warlords, zweckrational zur Gewinnmaximierung eingesetzt. Auch wenn vordergründig ethnische, religiöse oder politische Motive für den Einsatz der Gewalt ausschlaggebend erscheinen, so sind nach Elwert die ökonomischen Motive handlungsanleitend für die Akteure. 
Diese bewegen sich, nach Elwert, in einem strategischen Dreieck zwischen den drei Polen Raub, Handel und Zeit, um die Kosten-Nutzen-Beziehung zu optimieren. Das marktwirtschaftliche System verschiebt sich in Richtung von Märkten, wo mit relativ wenig Aufwand viel Geld umgesetzt werden kann, beispielsweise durch den Handel mit Drogen, Waffen, Gold und Edelsteinen oder durch Raub, Erpressung, Piraterie, Geiselnahme und das Einnehmen von Schutzgeldern und Zöllen (unter der Androhung von Gewalt). Ein Umfeld entsteht, in dem keinerlei allgemeiner Schutz vor Gewalt geboten wird, sodass die Nachfrage nach alternativen Schutzmöglichkeiten enorm steigt. Das System der Gewaltmärkte stabilisiert sich somit selbst. Auch durch die Korrelation von den Motiven Machterhalt, Prestigeerhalt und Gütererwerb wird diese Entwicklung noch forciert. Durch Propaganda werden Gefolgsleute mobilisiert und vermeintliche Feinde demoralisiert. 
Der Begriff der Gewaltmärkte bietet ein Instrument zur genaueren Analyse der Interessenlagen und Abläufe politischer Gewalt- oder Terrororganisationen.